# Socialrådgiver
En socialrådgiver arbejder med mennesker i en samfundsmæssig sammenhæng. Socialrådgivere er uddannet til at løse og forebygge sociale problemer, mennesker kan støde på i livet.
Socialrådgivere er specialister i faget socialt arbejde, der af den international sammenslutning af organisationer for socialarbejdere – International Federation of Social Workers (IFSW) – er defineret som:
"Det sociale arbejde virker til fremme for social forandring og problemløsning i menneskelige forhold. Det støtter det enkelte menneske i at frigøre sig og blive i stand til at øge dets trivsel. Ved hjælp af teorier om menneskelig adfærd og sociale systemer griber socialt arbejde ind på de områder, hvor mennesker og miljø påvirker hinanden. Principperne om menneskerettigheder og social retfærdighed er fundamentale for det sociale arbejde."

## Arbejdsområder
Socialrådgiverens arbejde er primært rådgivning og vejledning til mennesker med sociale problemer. Sociale problemer dækker over en lang række forskellige problematikker, f.eks. problemer med børn, unge og familie, sygdom, økonomiske problemer, arbejdsløshed, integration af flygtninge og indvandrere, boligmangel, misbrug, handicap, kriminalitet, arbejdsskader osv.
Socialrådgiveren har ofte rollen som koordinator og tovholder, der samler trådene fra eksempelvis psykologer, uddannelsesinstitutioner mv. og har overblikket over borgerens sag.

## Beskæftigelse
Socialrådgivere er primært ansat i kommunerne, men også fængsler, hospitaler, uddannelsesinstitutioner og andre offentlige institutioner har socialrådgivere ansat. I de seneste år har der været vækst i antallet af socialrådgivere, der er ansat i private virksomheder, interesseorganisationer og projekter. Der er også et stigende antal selvstændige socialrådgivere.
Arbejdsløsheden for socialrådgivere er meget lav. Der er mere end 10.000 socialrådgivere i Danmark, der primært er organiseret i Dansk Socialrådgiverforening.

## Løn
En nyuddannet socialrådgiver ansat i en kommune får cirka 26.500,- kr i løn om måneden (2014), hvortil kommer pensionsbidrag. De fleste får desuden tillæg for særlige funktioner og kvalifikationer. Svarende til løntrin 31 (2014).

## Uddannelse
Socialrådgiver (Officielt professionsbachelor i socialt arbejde) er en 3½-årig professionsbacheloruddannelse. Uddannelsen indeholder følgende fagområder:
- Socialt arbejde – (socialrådgivning og socialrådgivningsmetodik)
- Psykologi og psykiatri – (socialpsykologi, udviklingspsykologi, psykopatalogi)
- Jura – (socialret, familieret og forvaltningsret)
- Samfundsvidenskab/Samfundsfag – (politik, økonomi, sociologi og organisation).

I uddannelsesforløbet indgår både almindelig undervisning, gruppearbejde, projektskrivning samt et praktikophold på 5 måneder. Typiske efteruddannelser for socialrådgivere er den sociale diplomuddannelse, en kandidatuddannelse i socialt arbejde på Aalborg Universitet, en kandidatuddanelse i samfundvidenskablig jura på Københavns universitet (Det Juridiske Fakultet), samt diverse masteruddannelser. Der er også mulighed for at opnå ph.d-stipendiat efter minimum en kandidatuddannelse, og kravet er mindst otte års teoretisk og/eller praktisk beskæftigelse med faget.

## Uddannelsessteder
- Professionshøjskolen Metropol – Hillerød, Frederiksberg og Rønne
- University College Lillebælt – Odense og Vejle
- Professionshøjskolen Absalon – Nykøbing Falster, Slagelse og Roskilde
- University College Syddanmark – Esbjerg og Aabenraa
- VIA University College – Holstebro og Aarhus
- Aalborg Universitet – Aalborg

Det skal bemærkes, at socialrådgiveruddannelsen på Aalborg Universitet stadig er en professionsbacheloruddannelse, selv om den foregår på et universitet. Det er dog muligt at anvende betegnelsen b.soc. eller BSW (international betegnelse) for en socialrådgiver uddannet på AAU, fordi den er baseret på universitetets akademiske metoder, og fordi den stiller de samme krav til opgaveudformning som universitetets andre bacheloruddannelser. På eksamensbeviser udstedt af Aalborg Universitet er anført den danske titel "Professionsbachelor i socialt arbejde" samt den engelske titel "Bachelor of Social Work".